# Gymnasium Alexandrinum Mariupol
Das Gymnasium Alexandrinum Mariupol (ukrainisch Олександрівська чоловіча гімназія, russisch Александровская гимназия) war ein Gymnasium in Mariupol. Es  wurde nach den Entwürfen des Architekten Mikołaj Tołwiński (1857–1924) erbaut. Benannt wurde es nach dessen Gründer, dem russischen Zaren Alexander II. Das Gebäude steht unter Denkmalschutz.

## Geschichte
Am 17. Oktober 1837 besuchte Zarewitsch Alexander Nikolajewitsch Romanow erstmals die Stadt und wohnte im Haus des Vorsitzenden des griechischen Hofes von Mariupol, des Kaufmanns Tschentukow. Im Jahr 1871 kam er als Kaiser Alexander II. zum zweiten Mal nach Mariupol, wo auch eine der Straßen der Stadt nach ihm benannt war. Er stattete den Stadtgarten und die Obstgärten am Ufer des Kaltschyk aus und richtete ein Stipendium von 300 Rubel zugunsten eines von der Stadt ausgewählten Studenten ein. 1875 wurden die ersten beiden Gymnasien in der Stadt gegründet und gleichzeitig eröffnet: das Jungen- und das Mädchengymnasium. Das Jungengymnasium wurde nach Kaiser Alexander II. benannt, während das Mädchengymnasium (und auch die Zweiklassenschule) nach seiner Frau, der Kaiserin Marija Alexandrowna und ehemaligen deutschen Prinzessin Marie von Hessen-Darmstadt, benannt wurde.
Am 27. Januar 1875 unterzeichnete Alexander II. ein Dekret über die Gründung eines Gymnasiums für Knaben in Mariupol. Für die Instandhaltung wurden jährlich 12.360 Rubel aus staatlichen Mitteln und 12.000 Rubel aus der Stadtkasse bereitgestellt. Am 15. September 1875 fand die feierliche Eröffnung des Alexander-Gymnasiums von Mariupol statt. Geleitet wurde es von dem Lehrer und Historiker Feoktist Abraamowitsch Chartachai (russisch  Феоктист Авраамович Хартахай).
Am 21. April 1875 unterzeichnete Kaiser Alexander II. ein Dekret zur Gründung eines Gymnasiums für Mädchen in Mariupol. Für die Instandhaltung des Mädchengymnasiums, das von der Schuldirektorin Alexandra Genglez geleitet wurde, wurden jährlich 1000 Rubel aus staatlichen Mitteln und 6000 Rubel aus der Stadt bereitgestellt. Am 17. September 1875 fand die feierliche Eröffnung des Marija-Mädchengymnasiums von Mariupol (russisch Мариупольська Мариинская женская гимназия) statt, die Mariinsky-Zweiklassenschule war bereits 1868 eröffnet worden.
Im Jahr 1895 beschloss man den Neubau des Jungengymnasiums, für das Mikołaj Tołwiński die Pläne lieferte, die der Stadtbaumeister Ber aber noch einmal überarbeitete. Die Eröffnung konnte im Oktober 1899 gefeiert werden, doch genau 20 Jahre später wurde die Schließung verkündet. Das Gymnasium wurde zum Sitz der Arbeiterfakultät und einer Parteischule. Im Zweiten Weltkrieg wurde das Gebäude beschädigt. Nach der Wiederherstellung in den 1950er Jahren zog das „industrielle Technikum“ (russisch индустриальный техникум) ein, aus dem sich später die Technische Universität entwickelte, die das Bauwerk bis heute nutzt. Diese entstand im Jahr 1901 zunächst als „mechanisch-technische Schule“ (ukrainisch механіко-технічне училище) und war ab 1963 „industrielles Technikum“. Sie hat ihren Hauptsitz in der Italienischen Straße (ukrainisch Вулиця Італійська) und nutzt den Standort im Alexandrinum für das Berufskolleg (ukrainisch Маріупольський фаховий коледж Державного вищого навчального закладу "Приазовський державний технічний університет).
Während der Belagerung von Mariupol wurde der Ostteil des Gebäudes Ende April 2022 schwer beschädigt: Teile des Daches und der Fassade wurden zerstört.

## Baubeschreibung

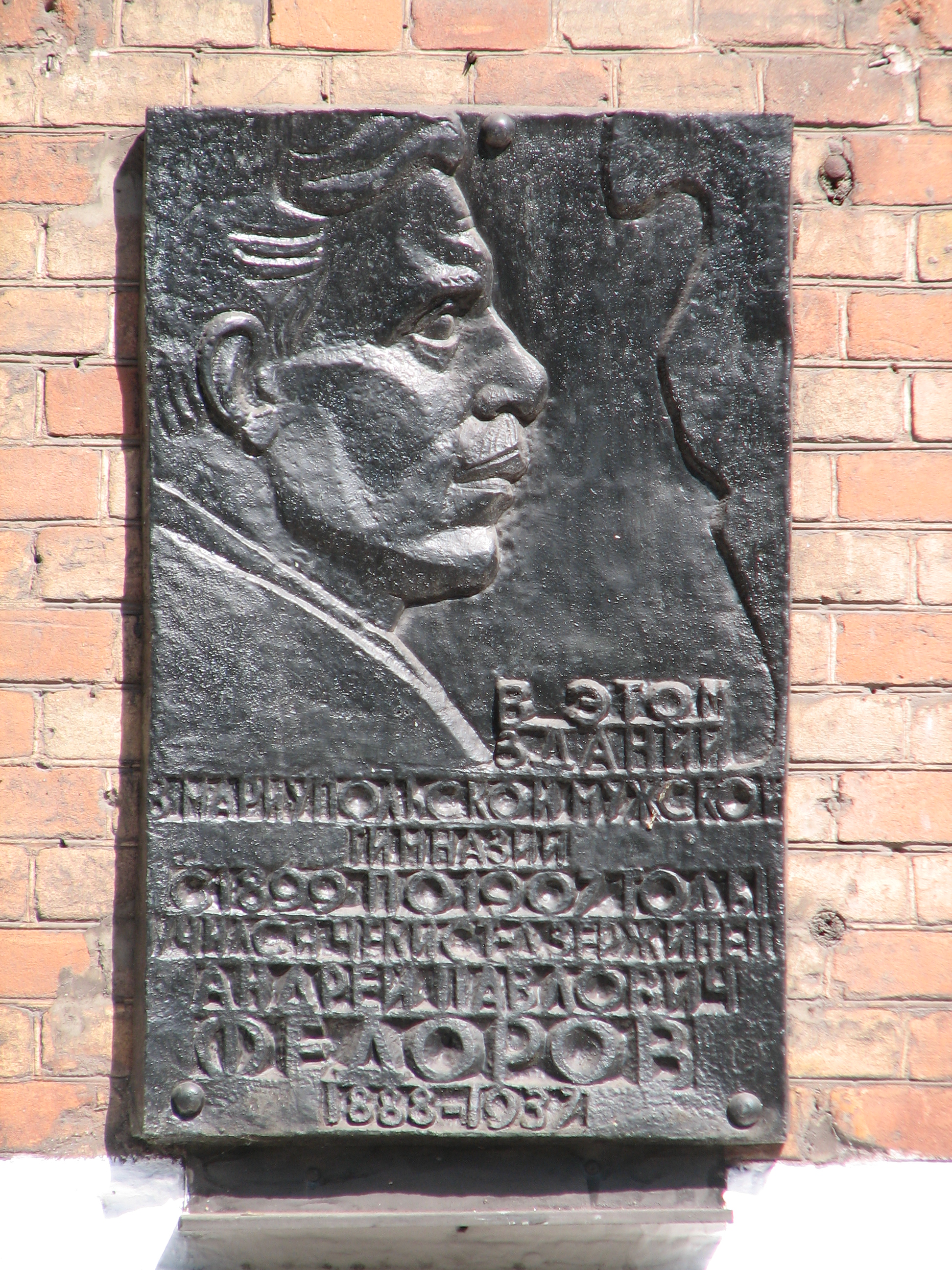
Gedenktafel

Der Backsteinbau gilt aufgrund seines gewölbten Eingangsbereiches als einmalig in Mariupol. Das im Stil der Sezession errichtete Gebäude zieht sich entlang der Straße. Der Eingang dominiert das Gebäude durch seine abweichende Gestaltung, denn er ist höher als der restliche Gebäudekörper, seine Fenster sind rundbogig, sein Dach ziert eine Giebelwand und er ist wie ein Risalit deutlich nach vorn geschoben, so dass er einen Vorbau mit Arkadengang bildet, zu dem eine Treppe hinaufführt. Dieser zentrale Eingangsbereich wird zudem durch eine Hervorhebung der linken und rechten Fensterachse mit je vier Säulen betont. Daneben befindet sich je ein kleiner Eckturm.

## Bibliothek, Turnhalle, Museum
Der Bau der neuen Gymnasium-Turnhalle wurde im Sommer 1899 abgeschlossen. Am 30. Oktober 1899 wurde das Gebäude schließlich geweiht und eröffnet. Es gab auch ein Gymnasium-Museum. Bis 1904 hatte das Museum eine Sammlung von 5500 ukrainischen Ostereiern und religiösen Broten sowie eine Münzsammlung, die 1246 Münzen, darunter byzantinische, arabische, europäische und mittelalterliche Münzen, umfasste. Das Gymnasium blieb nicht nur wegen seiner Bibliothek und seines eigenen Museums, sondern auch wegen seiner gedruckten Zeitschrift in Erinnerung. Das Gymnasium hatte eine kleine Druckerei. Artikel für die Gymnasialzeitschrift wurden von erwachsenen Absolventen erstellt. Eine Ausgabe der Zeitschrift wird in der Russischen Nationalbibliothek in Sankt Petersburg aufbewahrt, wohin per Gesetz ein Muster jeder gedruckten Veröffentlichung geschickt wurde. Die russischsprachige Zeitschrift des Gymnasiums hieß „Первоцвет“ (Primel).

## Schüler
- Victor Arnautoff (1896–1979), Maler, zeitweise Assistent von Diego Rivera, schuf Wandbilder in Mariupol und den USA[5][6][7]
- Michail Averbach (1872–1944), Augenarzt, Gründer des ersten Helmholtz-Zentrums für Augenheilkunde (1935) in Moskau[8]
- Andrej P. Fjodorow (1888–1937), Revolutionär; Leiter der Geheimdienstabteilung des NKDW Leningrad, Gedenktafel am Eingang
- Georgy Psalti (1864–1940), Gartenbauer, schuf u. a. den Stadtgarten und den Park auf dem Theaterplatz in Mariupol[9][10][11]
- Georgi Iwanowitsch Tschelpanow (1862–1936), Philosoph und Psychologe[8]